# Harrisburg, Nebraska
Harrisburg är administrativ huvudort i Banner County i delstaten Nebraska. Orten har fått sitt namn efter Harrisburg i Pennsylvania. Enligt 2010 års folkräkning hade Harrisburg 100 invånare.